# Condado de Monzón
El condado de Monzón fue condado del reino de León creado en el siglo X por Ramiro II de León.

## Situación
El condado de Monzón en sus inicios comprendía gran parte del este de la provincia de Palencia, en el norte las posesiones del condado llegaban hasta las tierras de Ojeda y Mudá llegando prácticamente hasta la actual Provincia de Cantabria. En tierras palentinas es donde residía el corazón del condado, que era la fortaleza de Monzón en Monzón de Campos, fortaleza que a su vez dio nombre al condado y posteriormente a la merindad. En la provincia de Palencia entre sus principales posesiones además de Monzón estaban Husillos, Palencia, Dueñas y Frómista. En la Provincia de Valladolid el condado comprendía el este de la provincia, teniendo las fortalezas de Curiel y Peñafiel como puntos fuertes. En la parte noroeste de la Provincia de Segovia estaban los límites del condado, concretamente en la zona de Sacramenia, pudiendo llegar el condado hasta Cuéllar. 
El condado de Monzón estaba situado entremedias de los condados de Saldaña y de Castilla.
De norte a sur, el límite con el condado de Castilla estaba en el río Pisuerga hasta su confluencia con el río Arlanza, quedando en la Montaña Palentina las comarcas de Brañosera, Barruelo de Santullán y Aguilar de Campoo en lado castellano, y las comarcas de Mudá y Salinas de Pisuerga en el condado de Monzón. Más abajo del Arlanza El Cerrato palentino quedaba dentro de Monzón excluyendo el entorno de Palenzuela. En la provincia de Valladolid la comarca de Campo de Peñafiel quedaba integrada en Monzón, y en la provincia de Segovia el entorno de Sacramenia quedaba como extremo del condado.

## Historia
Después de la victoria de las tropas cristianas en la batalla de Simancas, se decidió el dominio de las tierras del Duero, permitiendo el avance de los cristianos hacia el sur del Duero. Ramiro II mandó a Ansur Fernández de la familia Ansúrez, la tarea de repoblar y fortificar un extenso territorio limítrofe entre León y Castilla creando así el Condado de Monzón. Por su situación geográfica, el Condado de Monzón limitaba la expansión del Condado de Castilla de Fernán González y del condado de Saldaña de Diego Muñoz, por lo que estos condes se rebelaron contra Ramiro II, que respondió la rebelión encarcelándolos en León, aunque posteriormente tras jurarle obediencia los liberaría del cautiverio.
La primera aparición de Ansur Fernández con el título de conde de Monzón data del 943 ("regnante rex Ranimiro in Obeto et in Legione et comite Assur Fredinandiz in Montson"), en una donación de Ansur Fernández y su mujer Gontruda al monasterio de San Pedro de Cardeña de tierras situadas entre Peñafiel y Sacramenia. Es perfectamente posible que el título fuera anterior a la batalla de Simancas.
Tras la muerte de Ansur Fernández, se documenta al frente del condado su hijo Fernando Ansúrez. Con Fernando Ansúrez, segundo Conde de Monzón, en el año 950, el condado llega a su máximo esplendor. Los límites del condado se extienden hasta Ampudia donde Fernando y sus hermanos Gonzalo y Nuño donan a la Iglesia de Husillos la Iglesia de Santa María de Ampudia. Muerto Fernando Ansúrez, su viuda doña Toda, figura como gobernante de la ciuitas de Dueñas (980).
La influencia política del condado se ve acrecentada por la hermana del conde, Teresa Ansúrez, ya que ella se casa con el rey de León Sancho I. Este matrimonio, supuso un aumento considerable del poder político de los Ansúrez.
Después de morir Fernando Ansúrez hacia el año 978, posiblemente sin descendencia, le sucedió en el condado su hermana Teresa y su sobrino el rey Ramiro III. La muerte de Ramiro III dejará desamparado el condado de Monzón que pasará a manos del conde de Castilla García Fernández y sus sucesores hasta García Sánchez. Muerto García Sánchez sin descendencia, las tierras del condado serán regidas por Sancho III de Pamplona, ya que éste estaba casado con la hermana de García, doña Mayor de Castilla. Diversos documentos están calendados con el gobierno del rey Sancho en Monzón, "regnante rex Santius in Castela et in Pampilona et in Monteson".
Una noticia recogida en un documento de Husillos cuenta parte de la sucesión del condado de Monzón:

- transitus est illo comite Ferdinando Ansurez, venit sua germana domina Tarasia regina et rex Ramiro, qui erat in Legione, venit a Montesone dederunt por sua anima villan de Sancti Juliani et villam de Abaudella, cum suas hereditates et suos terminos pro illo comite Ferdinando Anxuret. Possedit comite Santio Gartianez Castella et Monteson, transitus est. Venit rex Santius de Pampilona cum sua matre illa regina domina Ximena et illa comitisa domina Euraca et comite Garsia Sanchez confirmaverunt illas villas por sua anima de illo cimte Sanctius Garciañez a Sanctae Mariae.
- Murió el conde Fernando Ansúrez y vino su hermana la reina doña Teresa con el rey Ramiro desde León a Monzón y dieron por su alma [a Husillos] las villas de San Julián y de Abandello, con sus heredades y términos, en favor del conde Fernando Ansúrez. Poseyó luego el conde Sancho García a Castilla y Monzón, y cuando murió, vino el rey Sancho de Pamplona con su madre la reina doña Jimena y la condesa doña Urraca y el conde García Sánchez y confirmaron a Santa María las villas citadas por el alma del conde Sancho García.

En esta noticia recogida en la documentación de Husillos existe un intervalo de tiempo donde no se cita ninguna autoridad desde Teresa Ansúrez y su hijo Ramiro, muerto en 984, hasta un posible gobierno de Monzón del conde Sancho García: "Poseyó luego el conde Sancho García a Castilla y Monzón", que tuvo que ser como mínimo cuando el conde Sancho sucede a su padre en el condado de Castilla, en 995. Antes de Sancho García debió de hacerse con el control del condado su padre García Fernández, pues en varios documentos del Monasterio de San Isidro de Dueñas aparecen calendados con el conde García: "comite Garsia Fernández in Castella", uno de ellos hoy perdido consigna una donación de García Fernández al monasterio de Dueñas de varias villas, una de ellas situada en el condado de Monzón.
Antes de la muerte de Sancho III le sucederá al frente del condado su hijo Fernando Sánchez que más tarde se coronará rey de León como Fernando I. Con Fernando I desaparece el título de conde de Monzón, siendo Monzón desde entonces gobernado por merinos.
A finales del siglo XII Monzón pasa a ser Merindad, y en el siglo XIV aparece en el becerro de Behetrías de Pedro I.

### El Obispado de Palencia
En lo eclesiástico las tierras del condado pertenecían al obispado de Palencia. El primer obispo conocido tras la creación del condado fue el obispo Julián, que aparece suscribiendo una donación del rey Ramiro II en el 940, como obispo de Palencia, "Julianus, Dei gratia sedis pallentinae episcopus, conf". Existen otros dos diplomas confirmados por Julián como obispo palentino, uno de ellos del conde de Monzón Ansur Fernández.
Después de Julián se desconocen otros obispos de Palencia hasta que ya en el siglo XI, el regente del condado, Sancho el Mayor, encarga la restauración de la sede palentina a Ponce, obispo de Oviedo. El nuevo obispo fue Bernardo I de Palencia, elegido por consejo de Ponce.
Es probable que tras la incorporación del condado en Castilla, fuera suprimido el obispado de Palencia e incorporado al Obispado de Muño hasta su restauración en tiempos de Sancho el Mayor.

## Lista de gobernantes de Monzón
- Ansur Fernández
- Fernando Ansúrez
- Teresa Ansúrez y Ramiro III de León
- García Fernández
- Sancho García
- García Sánchez
- Sancho III de Pamplona